# Eyserbeek
El Eyserbeek, en limburgués: Ezerbaek, es un río de la provincia de Limburgo (Países Bajos). El Eyserbeek es un afluente por la margen derecha del río Geul, que más tarde se une al Mosa. Nace en Bocholtz, atraviesa Simpelveld y Eys y desemboca en el río Geul, en Gulpen. El Eyserbeek se encuentra al norte de la meseta de Bocholtz y al sur de la meseta de Ubachsberg.
El Eyserbeek nace en Bocholtz, cerca de Hoeve Overhuizen, desde donde pasa por la carretera provincial N281, antes de fluir por la plaza del pueblo de Simpelveld. En 2012, Simpelveld reorganizó su plaza municipal, que solía cubrir el río, abriéndolo a la vista y creando una nueva ribera con piedra azul. A continuación, el Eyserbeek pasa junto a los monumentales molinos de agua Oude Molen y Bulkemsmolen, construidos en 1774 y 1753 respectivamente, antes de entrar en el pueblo de Eys, que debe su nombre al río. Al final, el Eyserbeek desemboca en el río Geul, cerca del antiguo castillo de mota castral de Gracht Burggraaf, en Gulpen, donde también el río Gulp se une al Geul desde la orilla opuesta.

## Galería

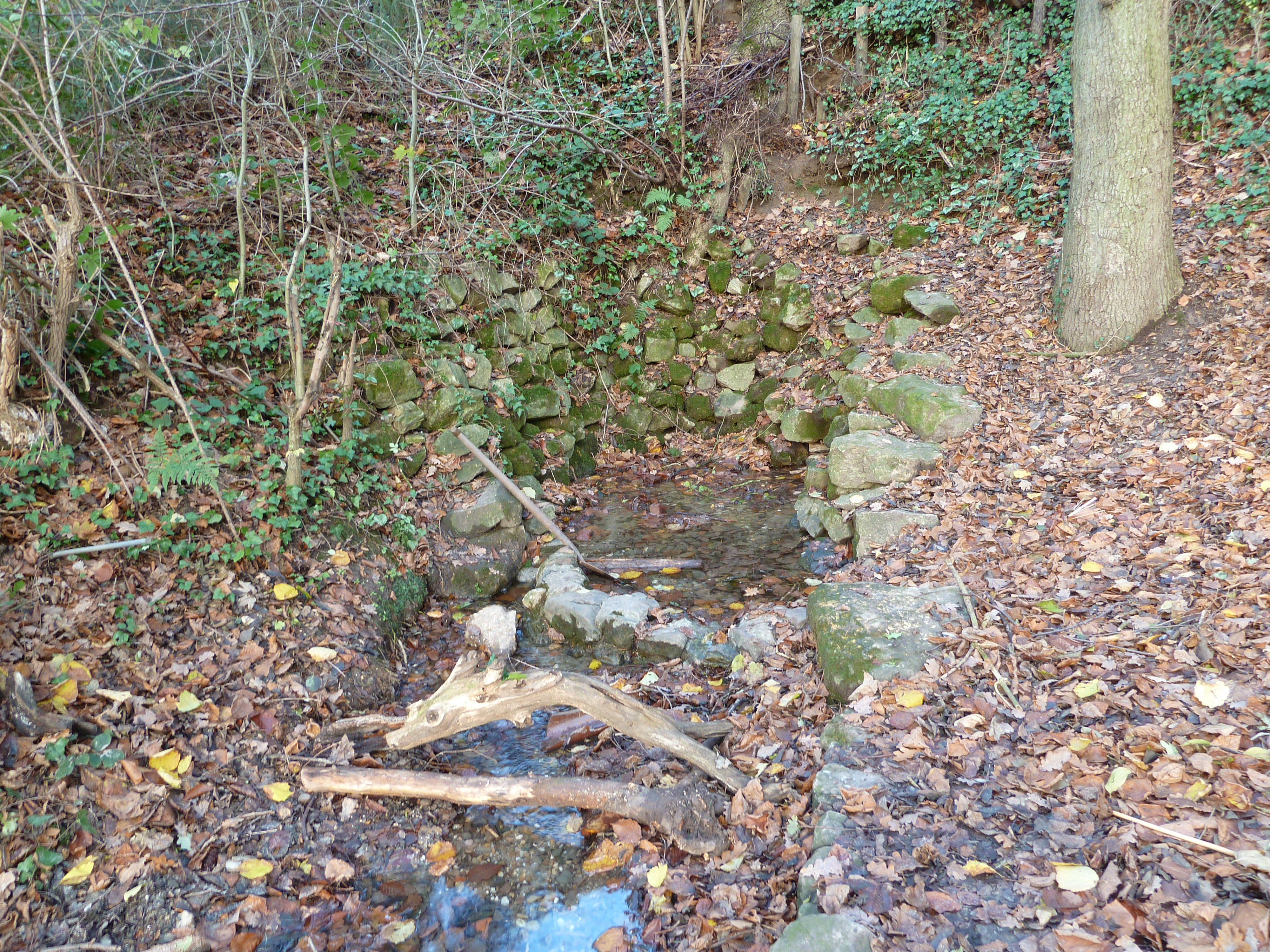
Una fuente del Eyserbeek en Bocholtz
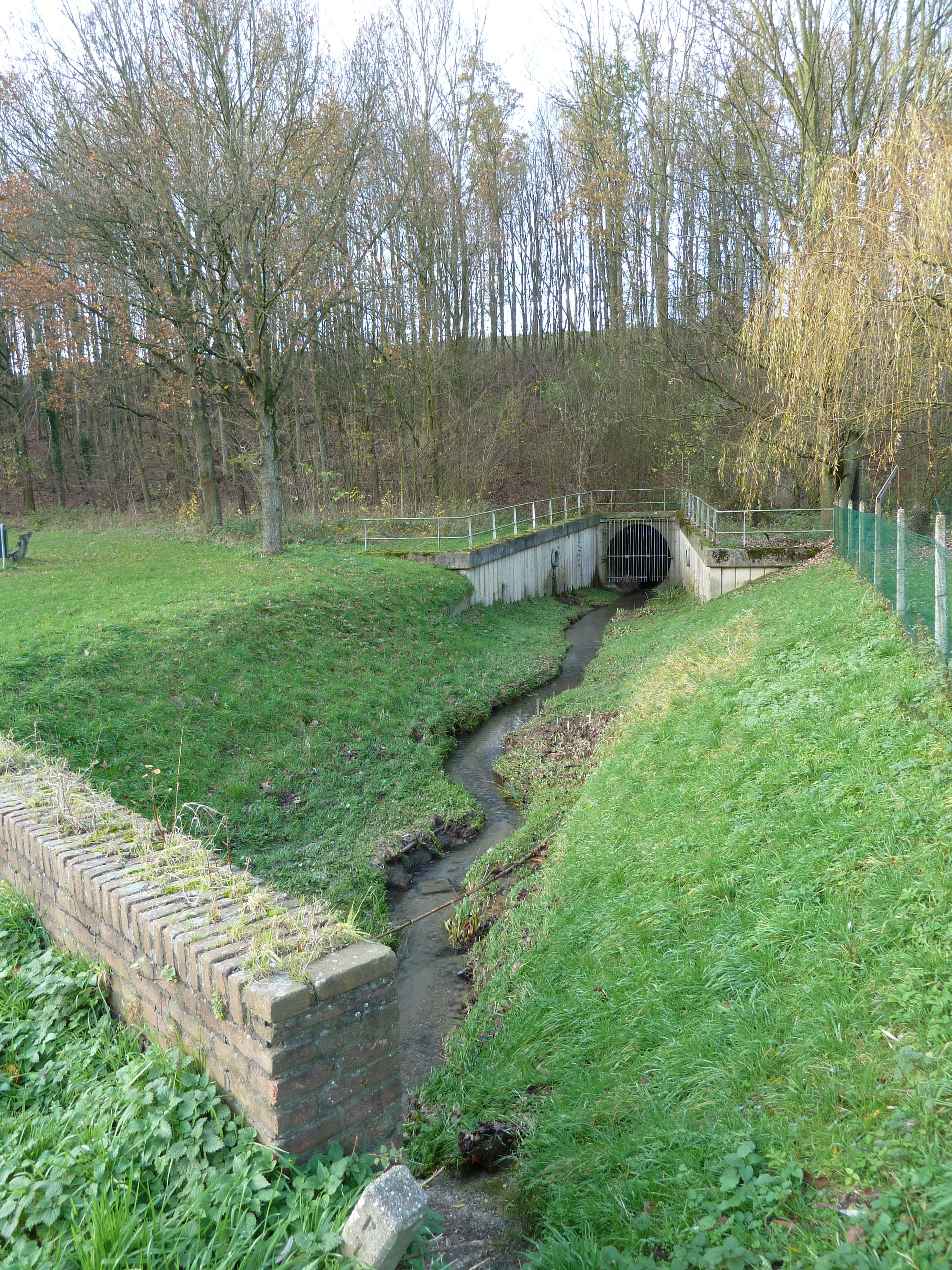
El Eyserbeek pasando por la carretera provincial N281
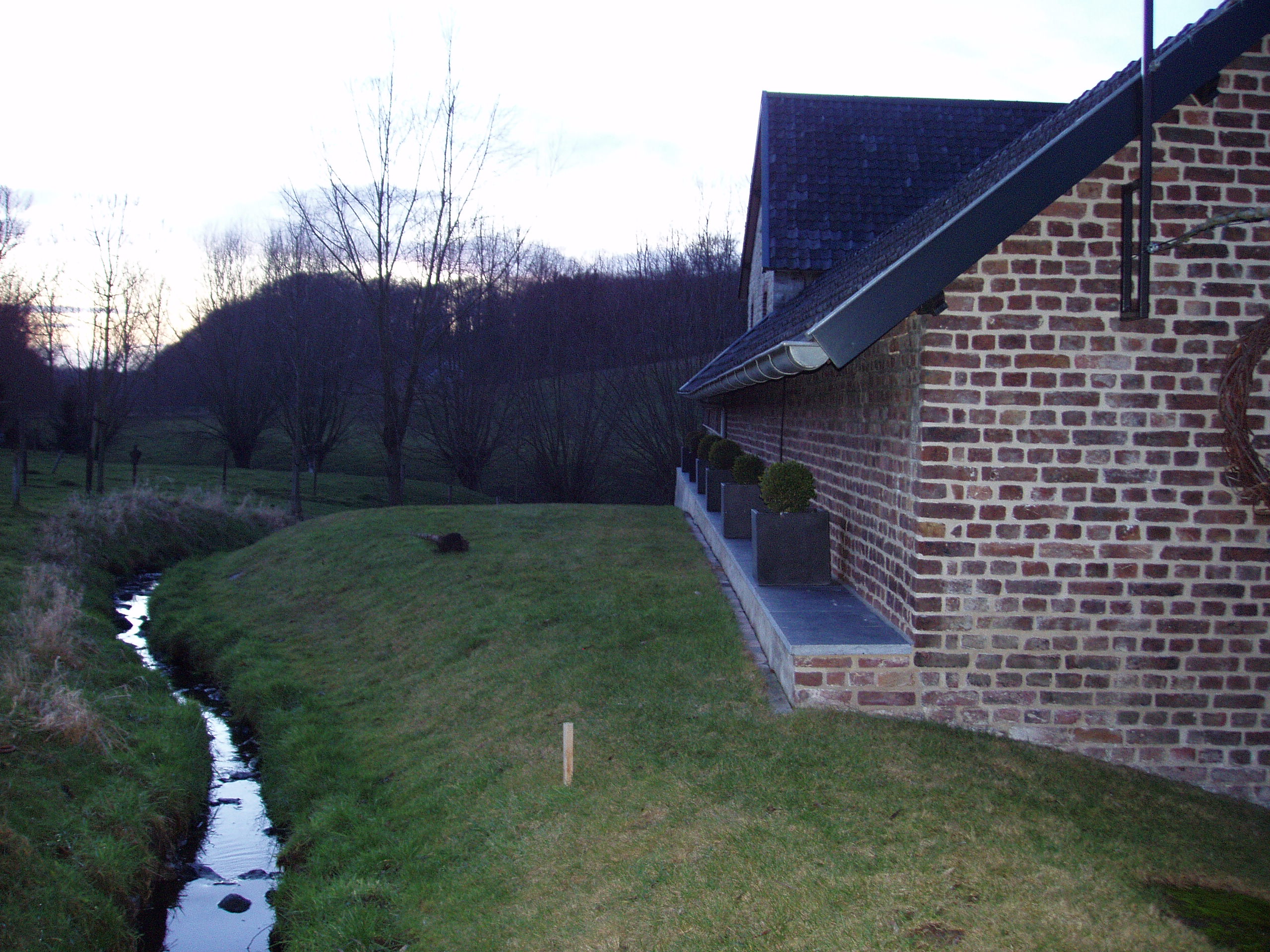
El Eyserbeek y la antigua carrera de molinos de Bulkemsmolen
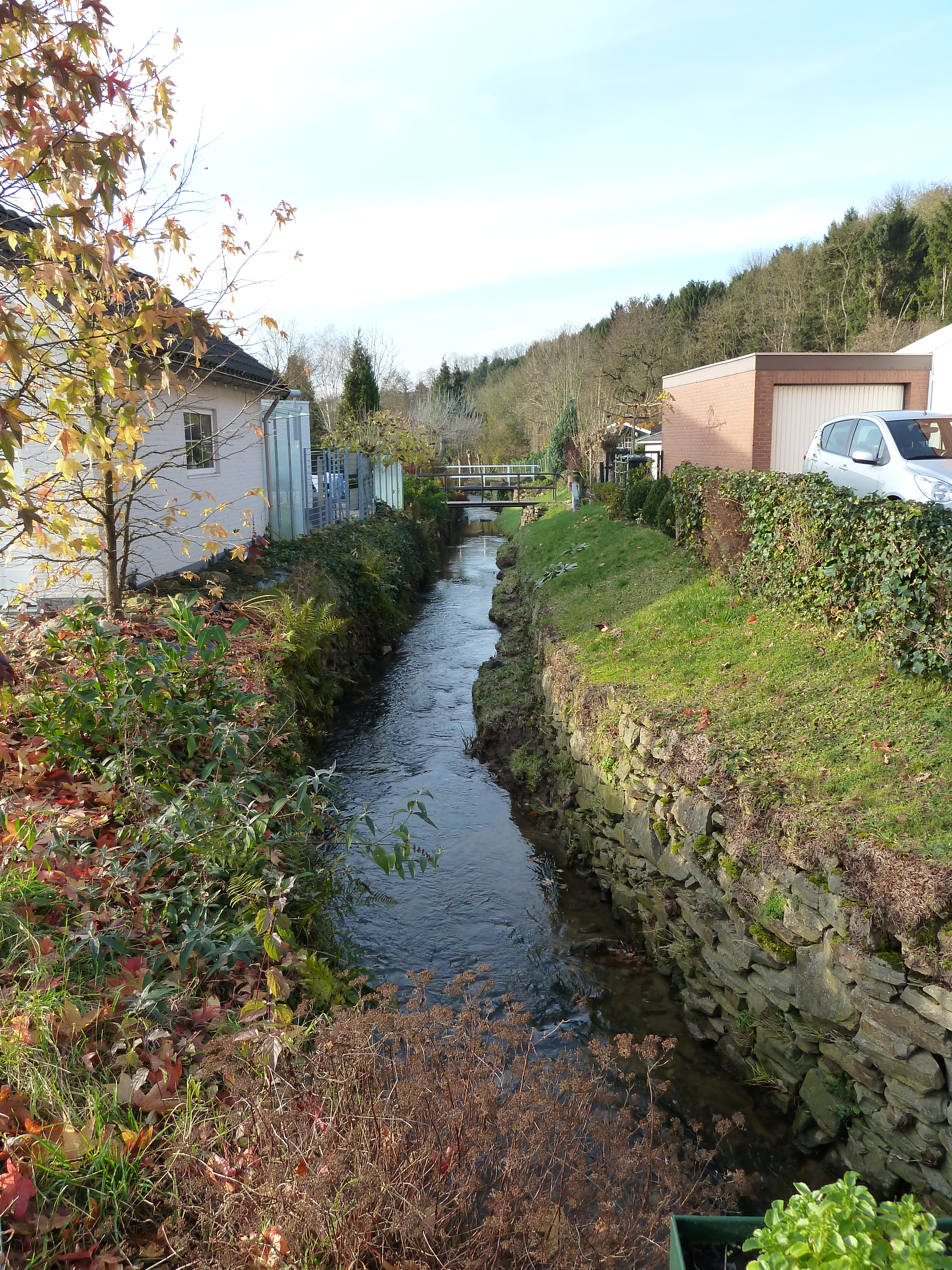
El Eyserbeek en Eys